# Gertrud Spalke
Gertrud Spalke (* 25. Januar 1890 in Berlin; † 1962) war eine deutsche Schauspielerin sowie Hörspiel- und Synchronsprecherin. 

## Leben
Die gebürtige Berlinern verdiente ihre ersten Meriten als Schauspielerin auf der Bühne in Berlin und Dresden, wo sie beispielsweise die Titelrolle in Georg Büchners Leonce und Lena verkörperte und oft an der Seite berühmter Bühnenkollegen wie Martin Hellberg spielte. Nach dem Zweiten Weltkrieg war sie vorwiegend in München tätig.
In Film und Fernsehen trat Gertrud Spalke nur selten in Erscheinung. Sie spielte in Fritz Kortners Trümmerfilm Der Ruf und im zwischen 1942 und 1944 produzierten Drama Zwischen Nacht und Morgen (Drehbuch: Alfred Braun und Veit Harlan), das 1951 unter dem Titel Augen der Liebe aufgeführt wurde.
Daneben arbeitete Spalke umfangreich als Sprecherin für Hörfunk und Synchron. Sie wirkte bei verschiedenen Hörspielproduktionen des Bayerischen Rundfunks mit wie in Das Verhör des Lukullus nach Bert Brecht (1949) und in der von Gert Westphal bearbeiteten Simenon-Adaption Maigret und die Bohnenstange (1961). Als Synchronsprecherin lieh sie ihre Stimme Charakterdarstellerinnen wie Margaret Rutherford (Ernst sein ist alles nach Oscar Wilde sowie Ich und der Herr Direktor), Una O’Connor (Robin Hood, König der Vagabunden), Jean Hagen (Singin’ in the Rain), Dame Gladys Cooper (Das Lied von Bernadette), Hedda Hopper (Piraten im karibischen Meer) und Margaret Hamilton als „Böse Hexe des Westens“ im Fantasy-Klassiker Das zauberhafte Land.
Spalke stand 1944 in der Gottbegnadeten-Liste des Reichsministeriums für Volksaufklärung und Propaganda.
Gertrud Spalke starb 1962 und wurde auf dem Waldfriedhof Obermenzing in München beerdigt.

## Filmografie (Auswahl)
- 1942/51: Augen der Liebe
- 1949: Der Ruf

## Hörspiele (Auswahl)
- 1948: Wolfgang Borchert: Draußen vor der Tür – Regie: Walter Ohm (Radio München)
- 1950: Justin Schröder: Auf geht's beim Schichtl! Ein Hörbilderbogen um den Schaustellerkönig August Schichtl – Bearbeitung und Regie: Peter Glas (Original-Hörspiel, Mundart-Hörspiel – BR)
- 1961: Georges Simenon: Maigret und die Bohnenstange. Bearbeitung: Gert Westphal; Regie: Heinz-Günter Stamm. (BR). Der Audio Verlag 2005.